# Cemre Kemer
Cemre Kemer (* 17. Februar 1985 in Istanbul) ist eine türkische Schauspielerin 
und Popsängerin.

## Leben und Karriere
Kemer wurde am 17. Februar 1985 in Istanbul geboren. Sie studierte an der Mimar Sinan Üniversitesi. 2005 gründete sie mit ihren Jugendfreunden Eren Bakıcı, Gülçin Ergül und Yasemin Yürük die Band Hepsi. Das Album „Bir“, das sie mit der Band veröffentlichte, brach Verkaufsrekorde in der Türkei, und sie erlangten mit dem Song „Bad Penny“ weitreichende Berühmtheit. Ihre Mutter war die Managerin der Band. 2007 veröffentlichte die Band das Album İki. Außerdem bekam sie im selben Jahr in der Fernsehserie Hepsi 1 die Hauptrolle. Unter anderem war sie in den Serien Avrupa Yakası und Benim Annem Bir Melek zu sehen.
Anschließend spielte sie in Şaka 10+1 mit. Ihre nächste Hauptrollen bekam sie in den Filmen Kayıp Çocuklar Cenneti und Herkesin Duyamadığı Şarkı. 2009 veröffentlichte sie mit ihrer Band das Album Geri Dönüşüm.
Des Weiteren ist sie in dem Musikvideo des Debüt-Songs Benim Ol vom Musiker Edis zu sehen.
Im September 2020 heiratete sie Emre Medina.

## Filmografie
Filme
- 2006: Kısık Ateşte 15 Dakika
- 2009: Kayıp Çocuklar Cenneti

Serien
- 2004: Avrupa Yakası
- 2007: Hepsi 1
- 2008: Benim Annem Bir Melek

## Diskografie

### Alben
- 2005: Bir (mit Hepsi)
- 2006: İki (mit Hepsi)
- 2008: Şaka 10+1 (mit Hepsi)
- 2009: Geri Dönüşüm (mit Hepsi)

### Singles
- 2011: Şık Şık (mit Volga Tamöz, Murat Dalkılıç und Hepsi)